# Нове Ренчає
Нове Ренчає (пол. Nowe Ręczaje) — село в Польщі, у гміні Посвентне Воломінського повіту Мазовецького воєводства.
Населення — 367 осіб (2011).
У 1975-1998 роках село належало до Седлецького воєводства.

## Демографія
Демографічна структура станом на 31 березня 2011 року:
|          | Загалом | Допрацездатний вік | Працездатний вік | Постпрацездатний вік |
| -------- | ------- | ------------------ | ---------------- | -------------------- |
| Чоловіки | 186     | 36                 | 134              | 16                   |
| Жінки    | 181     | 31                 | 114              | 36                   |
| Разом    | 367     | 67                 | 248              | 52                   |